# Campeonato Africano de Atletismo de 2012 - Salto em distância feminino
A prova do salto em distância feminino do Campeonato Africano de Atletismo de 2012 foi disputada entre os dias 28 e 29 de junho de 2012 no Estádio Charles de Gaulle em Porto Novo,  no Benim. 

## Recordes
Antes desta competição, os recordes mundiais e do campeonato nesta prova eram os seguintes:
|                       | Nome               | Nacionalidade   | Distância | Local           | Data                 |
| --------------------- | ------------------ | --------------- | --------- | --------------- | -------------------- |
| Recorde mundial       | Galina Chistyakova | União Soviética | 7m 52cm   | São Petersburgo | 11 de junho de 1988  |
| Recorde do campeonato | Karen Botha        | África do Sul   | 6m 78cm   | Belle Vue       | 25 de junho de 1992  |
| Recorde do campeonato | Chioma Ajunwa      | Nigéria         | 6m 78cm   | Dakar           | 20 de agosto de 1998 |
| Recorde africano      | Chioma Ajunwa      | Nigéria         | 7m 12cm   | Atlanta         | 2 de agosto de 1996  |

Os seguintes recordes foram estabelecidos durante esta competição:
| Data        | Evento | Atleta            | Nacionalidade | Distância | Notas                 |
| ----------- | ------ | ----------------- | ------------- | --------- | --------------------- |
| 29 de junho | Final  | Blessing Okagbare | Nigéria       | 6m 96cm   | Recorde do campeonato |

## Medalhistas
| Ouro                    | Prata                | Bronze                 |
| Blessing Okagbare (NGR) | Janice Josephs (RSA) | Lynique Prinsloo (RSA) |

## Cronograma
Todos os horários são locais (UTC+1).
| Data        | Hora  | Evento  |
| ----------- | ----- | ------- |
| 28 de junho | 13:30 | Bateria |
| 29 de junho | 16:40 | Final   |

## Resultados

### Qualificação
Qualificação. 6.25m (Q) ou pelo menos 12 melhores (q) avançam para a final.
| Posição | Grupo | Atleta                   | Nacionalidade   | #1   | #2   | #3   | Resultados | Notas |
| ------- | ----- | ------------------------ | --------------- | ---- | ---- | ---- | ---------- | ----- |
| 1       | A     | Lynique Prinsloo         | África do Sul   | 6.34 |      |      | 6.34       | Q     |
| 2       | A     | Blessing Okagbare        | Nigéria         | 6.29 |      |      | 6.29       | Q     |
| 3       | A     | Janice Josephs           | África do Sul   | 5.80 | 5.91 | 6.15 | 6.15       | q     |
| 4       | B     | Chinaza Amadi            | Nigéria         | 6.01 | 6.04 | –    | 6.04       | q     |
| 5       | A     | Jamaa Chnaik             | Marrocos        | 5.90 | 5.88 | 5.96 | 5.96       | q     |
| 6       | B     | Lissa Labiche            | Seicheles       | 5.10 | 5.77 | 5.89 | 5.89       | q     |
| 7       | A     | Janet Boniface           | Seicheles       | 5.70 | 5.89 | x    | 5.89       | q     |
| 8       | A     | Yamina Hjaji             | Marrocos        | 5.74 | 5.82 | 5.68 | 5.82       | q     |
| 9       | A     | Sarah Ngongoa            | Camarões        | 5.58 | 5.40 | 5.79 | 5.79       | q     |
| 10      | B     | Enas Mansour             | Egito           | 5.75 | 5.59 | 5.77 | 5.77       | q     |
| 11      | A     | Deborah Amoah            | Gana            | 5.74 | 5.61 | 5.67 | 5.74       | q     |
| 12      | B     | Linda Simon              | Gana            | 5.38 | 5.72 | 5.51 | 5.72       | q     |
| 13      | B     | Sandrine Mbummin         | Camarões        | 5.66 | 5.69 | 5.56 | 5.69       |       |
| 14      | B     | Patience Ntshingila      | África do Sul   | x    | x    | 5.59 | 5.59       |       |
| 15      | A     | Sangone Kandji           | Senegal         | 5.24 | 5.53 | 5.55 | 5.55       |       |
| 16      | B     | Konan Akissi Issifou     | Costa do Marfim | x    | 5.35 | 5.13 | 5.35       |       |
| 17      | B     | Mariam Issofou           | Benim           | 5.01 | 4.80 | 4.97 | 5.01       |       |
| 18      | A     | Ghada Ali                | Líbia           | 4.52 | 4.43 | 4.54 | 4.54       |       |
| 99 !    | B     | Tahani Romaissa Belabiod | Argélia         |      |      |      | DNS        |       |
| 99 !    | A     | Mariette Mien            | Burquina Fasso  |      |      |      | DNS        |       |

### Final
| Posição           | Atleta            | Nacionalidade | #1    | #2    | #3   | #4   | #5   | #6   | Resultados | Notas                 |
| ----------------- | ----------------- | ------------- | ----- | ----- | ---- | ---- | ---- | ---- | ---------- | --------------------- |
| Medalha de ouro   | Blessing Okagbare | Nigéria       | 6.26  | 6.96  | 6.43 | 6.29 | –    | –    | 6.96       | Recorde do campeonato |
| Medalha de prata  | Janice Josephs    | África do Sul | 6.13w | 6.05  | 6.09 | 6.29 | 6.23 | 6.27 | 6.29       |                       |
| Medalha de bronze | Lynique Prinsloo  | África do Sul | 6.09  | x     | 6.15 | 5.98 | 6.22 | x    | 6.22       |                       |
| 4                 | Jamaa Chnaik      | Marrocos      | 6.07  | 6.21w | x    | x    | 5.96 | x    | 6.21w      |                       |
| 5                 | Chinaza Amadi     | Nigéria       | 6.04w | x     | 6.12 | 6.17 | x    | x    | 6.17       |                       |
| 6                 | Enas Mansour      | Egito         | 6.08  | 5.94  | 5.92 | 5.93 | 6.13 | 6.01 | 6.13       |                       |
| 7                 | Yamina Hjaji      | Marrocos      | 5.99w | 6.00  | x    | x    | 5.71 | 5.81 | 6.00       |                       |
| 8                 | Sarah Ngongoa     | Camarões      | 5.04  | 5.82w | x    | 5.64 | 5.82 | 5.95 | 5.95       |                       |
| 9                 | Janet Boniface    | Seicheles     | 5.45  | 5.74  | 5.75 |      |      |      | 5.75       |                       |
| 10                | Deborah Amoah     | Gana          | x     | 5.74w | 5.65 |      |      |      | 5.74w      |                       |
| 11                | Linda Simon       | Gana          | 5.55  | 5.63  | 5.74 |      |      |      | 5.74       |                       |
| 12 !              | Lissa Labiche     | Seicheles     | x     | x     | x    |      |      |      | NM         |                       |

Legenda
| Recorde mundial       | Recorde mundial (World record)               |                       | Recorde africano                      | Recorde africano (African) |                                           | Q | Classificado por posição (Qualified) |
| Recorde do campeonato | Recorde do campeonato (Championship record)  | Recorde da América    | Recorde da América (Americas)         | q                          | Classificado por melhor tempo (Qualified) |   |                                      |
| Melhor marca do ano   | Melhor marca do ano (World leading)          | Recorde asiático      | Recorde asiático (Asian)              | DNS                        | Não largou (Did not start)                |   |                                      |
| Recorde nacional      | Recorde nacional (National record)           | Recorde europeu       | Recorde europeu (European)            | DNF                        | Não terminou (Did not finish)             |   |                                      |
| Recorde pessoal       | Recorde pessoal do atleta (Personal best)    | Recorde da Oceania    | Recorde da Oceania (Oceania)          | DSQ / DQ                   | Desclassificado (Disqualified)            |   |                                      |
| Recorde da temporada  | Recorde da temporada do atleta (Season best) | Recorde sul-americano | Recorde sul-americano (South America) | NM                         | Sem marca (No mark)                       |   |                                      |